# Germano Proverbio
Germano Proverbio né à Parme le 25 mai 1924 et mort à Turin le 27 mars 2020, est un religieux et latiniste italien.

## Biographie
Prêtre salésien, longtemps professeur à l'Université de Turin, il fut le premier Italien à appliquer la méthode de la grammaire de dépendance à une langue éteinte, le latin, selon la théorie proposée par Lucien Tesnière.

## Publications
- Problemi della scuola e della didattica, Torino, Elledici, 1972.
- Studi sullo strutturalismo, Torino, SEI, 1976.
- Scuola, democrazia e cultura, Elledici, 1977.
- La sfida linguistica. Lingue classiche e modelli grammaticali, Rosenberg & Sellier, 1979.
- Lingue classiche alla prova. Note storiche e teoriche per una didattica, Pitagora, 1981.
- Note sulla grammatica della dipendenza, G. Giappichelli, 1986.
- La didattica del latino: prospettive, modelli ed indicazioni metodologiche per lo studio e l'insegnamento della lingua e della cultura latina, Atlantica, 1987.
- Insegnare letteratura. Analisi di testi latini e greci, Sei, 1990.
- Dum docent discunt. Per una didattica delle lingue classiche, Pàtron, 2000[3].